# GNAZ
GNAZ (англ. G protein subunit alpha z) – білок, який кодується однойменним геном, розташованим у людей на короткому плечі 22-ї хромосоми. Довжина поліпептидного ланцюга білка становить 355 амінокислот, а молекулярна маса — 40 924.
| 10         |  | 20         |  | 30         |  | 40         |  | 50         |
| ---------- |  | ---------- |  | ---------- |  | ---------- |  | ---------- |
| MGCRQSSEEK |  | EAARRSRRID |  | RHLRSESQRQ |  | RREIKLLLLG |  | TSNSGKSTIV |
| KQMKIIHSGG |  | FNLEACKEYK |  | PLIIYNAIDS |  | LTRIIRALAA |  | LRIDFHNPDR |
| AYDAVQLFAL |  | TGPAESKGEI |  | TPELLGVMRR |  | LWADPGAQAC |  | FSRSSEYHLE |
| DNAAYYLNDL |  | ERIAAADYIP |  | TVEDILRSRD |  | MTTGIVENKF |  | TFKELTFKMV |
| DVGGQRSERK |  | KWIHCFEGVT |  | AIIFCVELSG |  | YDLKLYEDNQ |  | TSRMAESLRL |
| FDSICNNNWF |  | INTSLILFLN |  | KKDLLAEKIR |  | RIPLTICFPE |  | YKGQNTYEEA |
| AVYIQRQFED |  | LNRNKETKEI |  | YSHFTCATDT |  | SNIQFVFDAV |  | TDVIIQNNLK |
| YIGLC      |  |            |  |            |  |            |  |            |

A: Аланін

C: Цистеїн

D: Аспарагінова кислота

E: Глутамінова кислота

F: Фенілаланін

G: Гліцин

H: Гістидин

I: Ізолейцин

K: Лізин

L: Лейцин

M: Метіонін

N: Аспарагін

P: Пролін

Q: Глутамін

R: Аргінін

S: Серин

T: Треонін

V: Валін

W: Триптофан

Кодований геном білок за функцією належить до білків внутрішньоклітинного сигналінгу. 
Білок має сайт для зв'язування з нуклеотидами, іонами металів, ГТФ, іоном магнію. 
Локалізований у мембрані.